# 古甲鱷屬
古甲鱷屬（學名：Archeopelta）是伪鳄类的一屬，屬於Erpetosuchidae，是肉食性陸棲動物，生存於三疊紀晚期的巴西南部。
正模標本（編號CPEZ-239a）是一個腦殼與部分身體骨骼，被發現於南里奧格蘭德州的聖瑪利亞組（Santa Maria Formation）地層。在2011年，Julia B. Desojo等多位古生物學家將這個化石進行敘述、命名，模式種是樹木古甲鱷（A. arborensis）。屬名在古希臘文意為「古代的裝甲」，意指其背部的厚皮內成骨；種名在拉丁文意為「樹木」，因為化石被發現於Sanga da Árvore，意為桑加樹。